# Бомон, Жан-Гийом де
Жан-Гийом де Бомон (фр. Jean-Guillaume de Beaumont; ум. 1257) — маршал Франции.

## Биография
Принадлежал к дому Бомон-сюр-Уаз.
Участник Седьмого крестового похода, около 1250 года был назначен маршалом Франции на место Ферри Пате де Шальранжа. В этом качестве и под именем Жана де Бомона указан в ордонансе от апреля 1250, а также в обязательстве на 230 ливров, которые Людовик IX обещал ради него Пьеру де Шамбли по прозвищу «Камергер» в Акре в июне того же года, согласно перечню Сокровищницы хартий короля.
На военном совете в Акре Жан де Жуанвиль, возражая папскому легату, высказался за продолжение экспедиции, предложив королю начать расходовать собственные средства и нанять бойцов в Латинской Романии и за морем. «После меня легат спросил у монсеньора Гийома де Бомона, бывшего тогда маршалом Франции, его мнение; и тот ответил, что я очень хорошо сказал. „И я вам докажу, почему“ — добавил он. Монсеньор Жан де Бомон, добрый рыцарь, который приходился ему дядей и горел желанием вернуться во Францию, весьма гневно накричал на него: „Вонючая мразь, что ты говоришь? Сядь на место и замолчи!“»
Согласно списку Военного министерства, приведенному секретарем Пинаром, оставался маршалом до 1257 года.

## Комментарии
1. ↑  У отца Ансельма Гийом, у секретаря Пинара Жан